# Svartgölen (Högsby socken, Småland)
Svartgölen är en sjö i Högsby kommun i Småland och ingår i Alsteråns huvudavrinningsområde.